# Рикка, Джорджия
Джо́рджия Ри́кка (итал. Giorgia Ricca; род. Турин) — итальянская кёрлингистка. 
В составе смешанной парной сборной Италии участник трёх чемпионатов мира (лучший результат — семнадцатое место в 2013). Чемпион Италии среди смешанных команд, трёхкратный чемпион Италии среди смешанных пар.

## Достижения
- Чемпионат Италии по кёрлингу среди смешанных команд: золото (2014).
- Чемпионат Италии по кёрлингу среди смешанных пар: золото (2011, 2013, 2014).
- Чемпионат Италии по кёрлингу среди юниоров: серебро (2014).

## Команды
| Сезон                                               | Четвёртый        | Третий           | Второй         | Первый           | Запасной                             | Турниры                          |
| --------------------------------------------------- | ---------------- | ---------------- | -------------- | ---------------- | ------------------------------------ | -------------------------------- |
| 2013—14                                             | Emanuela Cavallo | Джорджия Рикка   | Alice Gaudenzi | Giulia Mingozzi  |                                      | ЧИЮ 2014                         |
| Кёрлинг среди смешанных команд (mixed curling)      |                  |                  |                |                  |                                      |                                  |
| 2013—14                                             | Симоне Гонин     | Лукреция Сальваи | Алессио Гонин  | Emanuela Cavallo | Джорджия Рикка, Fabio Cavallo        | ЧИСК 2014                        |
| Кёрлинг среди смешанных пар (mixed doubles curling) |                  |                  |                |                  |                                      |                                  |
| 2010—11                                             | Джорджия Рикка   | Алессио Гонин    |                |                  | тренер: Джанандреа Галлинатто (ЧМСП) | ЧИСП 2011 · ЧМСП 2011 (22 место) |
| 2012—13                                             | Джорджия Рикка   | Алессио Гонин    |                |                  |                                      | ЧИСП 2013 · ЧМСП 2013 (17 место) |
| 2013—14                                             | Джорджия Рикка   | Алессио Гонин    |                |                  |                                      | ЧИСП 2014 · ЧМСП 2014 (24 место) |

(скипы выделены полужирным шрифтом)